# П'ять моїх колишніх подружок
«П'ять моїх колишніх подружок» (англ. My Last Five Girlfriends) — британська романтична комедія, сюжет якої базується на книзі Алена Де Боттона «Essays In Love». Фільм вийшов на екрани 23 квітня 2009 року.

## Сюжет
Дункана у черговий раз кинула дівчина. Тоді він вирішує вирушити у своєрідний вояж, у процесі якого герой побачить усіх своїх колишніх пасій і спробує розібратися у причинах своїх постійних поразок на любовному фронті. Чи зможе відкрита правда подарувати йому довгоочікуване щастя?

## У ролях
- Брендан Патрікс / Данкан
- Келлі Адамс / Венді (№ 1)
- Джейн Марч / Олив (№ 2)
- Сесиль Кассель / Рона (№ 3)
- Едіт Буковиць / Наталі (№ 4)
- Наомі Харріс / Джемма (№ 5)
- Майкл Шин / вигаданий детектив Бьорхем

## Реакція
Фільм отримав змішані оцінки з переважанням негативних. Рецензенти Rotten Tomatoes поставили фільму середню оцінку 4,9, а томатометр показує 33.